# Hasse Svensson (musiker)
Kurt Hasse Svensson, född 20 december 1943 i Ekshärads församling, Värmlands län, död 3 april 2013 i Västerstrands församling, Karlstad, Värmlands län
,, var en svensk dansbandsmusiker från Ekshärad i Värmland. Han spelade under sin karriär bas en mängd dansband. Åren 1968–1987 var han fast medlem i Sven-Ingvars.

## Biografi
Svensson debuterade som musiker i det egna bandet Hasses Rockband, baserat i Ekhärad. Därefter följde sejourer i en mängd olika dansbandsorkestrar, som Stig-Arnes och Bosse Lidéns; den senare var bandet där sångerskan Ewa Roos började sin karriär på 1960-talet. Sedan kom bland annat The Vikings, Göran Zetterlunds och Öivinds, samt sejourer i Leif Lindhs orkester och Per-Inge Lundhs Orkester.
Svensson gjorde redan 1961 inhopp som basist i Sven-Ingvars. 1968 blev han fast medlem i bandet, som han tillhörde fram till 1987.
Han verkade sedan början av 1980-talet även som musikalisk ledare för gruppen Kaggens, en musikgrupp bestående av personer med funktionsnedsättningar. I slutet av 2009 kom han med i gruppen Wermlandica som basist.